# TJモンカー
トーマス・ジェームス・モンカー（Thomas James Moncur、1989年3月6日 - ）は、イングランド出身のサッカー選手。ポジションはディフェンダー (サッカー)。

## 来歴
フラムFCの下部組織出身。ブラッドフォード・シティAFCに期限付き移籍した後、ウィコム・ワンダラーズFCへ完全移籍をした。

## 所属クラブ
- フラムFC 2007-2009.1

→ ブラッドフォード・シティAFC 2008 (loan)
→ ブラッドフォード・シティ 2008 (loan)
- ウィコム・ワンダラーズFC 2009
- チェスターフィールドFC 2010
- クレイ・ワンダラーズFC 2010
- リアザーヘッドFC 2017